# Serralada Litoral Catalana
| Pirineus Prepirineus Depressió Central Petits contraforts de la Depressió Central | Serralada Transversal Serralada Prelitoral Serralada Litoral Depressió Litoral, Prelitoral i altres planes costaneres |

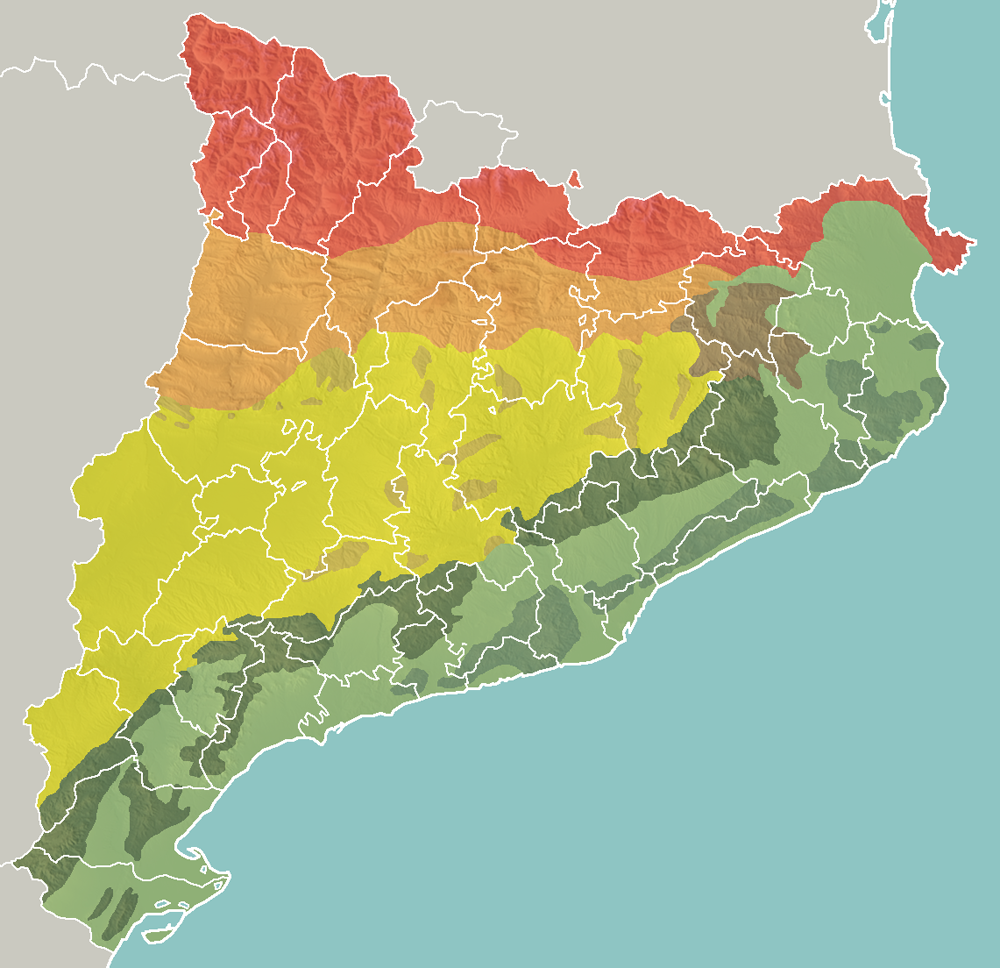
Mapa de les diverses unitats morfo-estructurals de Catalunya:

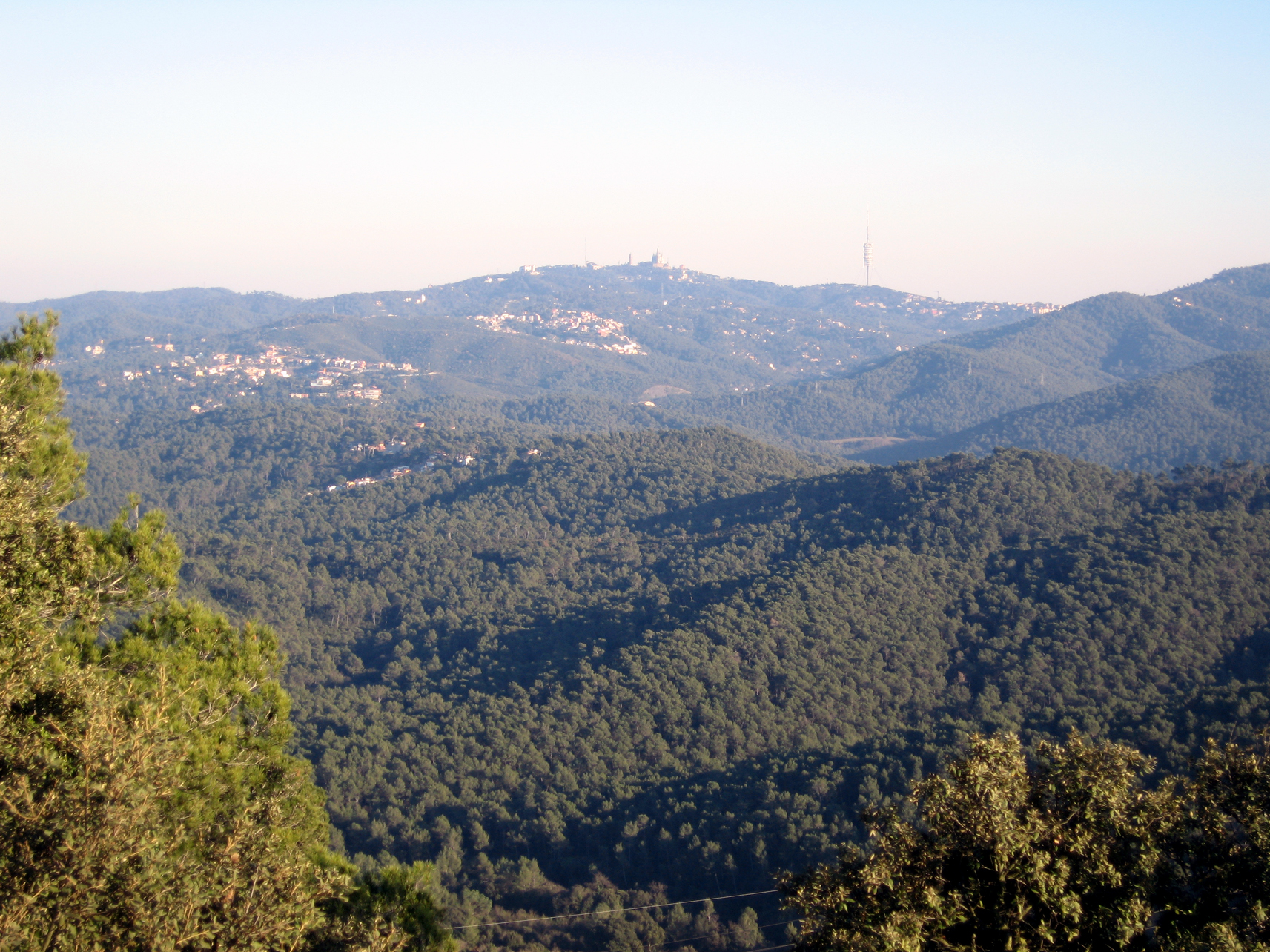
La serra de Collserola, vista des del Puig Madrona cap al Tibidabo

La Serralada Litoral Catalana és una unitat de relleu de Catalunya. Forma part de les Serralades Costaneres. Se situa en paral·lel a la costa. L'eix principal discorre entre el riu Foix i el golf de Roses.

## Serres
De nord a sud, la Serralada Litoral comprèn les serres del Montgrí, les Gavarres, el Massís de l'Ardenya, la Serra de Marina, el Montnegre, el Corredor, Sant Mateu, la Serra de la Conreria, Collserola, el Garraf.
Situades a la vora de la costa, les serres de los Dedalts, les Moles del Taix, i la Serra de la Mar del conjunt de Muntanyes de Tivissa-Vandellòs són en realitat una prolongació meridional de la Serralada Litoral, però s'inclouen a la Serralada Prelitoral a causa de la continuïtat amb aquesta.
Finalment cal mencionar la Serra del Montsià, situada a l'extrem sud al litoral mateix.
L'atravessa el GR-92.

## Ecologia
La Serralada Litoral compta amb diversos espais naturals protegits, com el Parc del Montnegre i el Corredor, el Parc de Collserola i el Parc del Garraf.
Al mateix temps, hi ha moltes zones degradades a causa de les pedreres, dels abocadors d'escombraries i també de la urbanització incontrolada d'alguns vessants.

## Cims principals
- Montnegre (757 m.) (Montnegre de Llevant) el Vallès Oriental i el Maresme
Montau (660 m.) (Garraf) l'Anoia i el Penedès
Puig d'Agulles (653 m.) (l'Ordal) l'Anoia- el Penedès i Baix Llobregat
el Corredor (632 m.) (Corredor) el Maresme
la Morella (592 m.) (Garraf) el Baix Llobregat
Puig d'Arques (531 m.) (Gavarres) el Baix Empordà
Puig de les Cadiretes (518 m.)
- Sant Grau, el Gironès
Tibidabo (512 m.) (Collserola) el Vallès Occidental i el Barcelonès[2]